# Средства массовой информации Коста-Рики
СМИ в Коста-Рике являются важным компонентом экономики. 

## История
В 1960 году в Коста-Рике началось телевещание. В 1973 году в стране действовали четыре телестанции и 54 радиостанции, издавались несколько газет и журналов.
В начале 1990-х годов в стране действовали более десяти каналов местного телевидения и выходило свыше десяти газет, крупнейшими из которых являлись выходившие в Сан-Хосе на испанском языке ежедневные газеты "La Nacion", "La Republica" и "La Prensa Libre". "The Tico Times" и "Costa Rica Today" — англоязычные газеты, ориентированные, в основном, на туристов.
Среди средств массовой информации самыми распространенными являются газеты и радио; 99 % домохозяйств имеют телевизор и все семьи имеют по крайней мере один радиоприёмник.

## Газеты
- La Gaceta. Официальное правительственное издание
- Diario Extra
- Al Día
- El Financiero. Еженедельный выпуск
- Semanario Universidad. Еженедельный выпуск
- The Tico Times. Еженедельный выпуск на английском языке
- Tiempos del Mundo. Еженедельный выпуск

## Журналы
- Revista Perfil
- EKA
- Actualidad Económica
- Apetito
- Costa Rica Real Estate Guide
- Summa
- Where In Costa Rica
- Casa Galeria

## Телевидение
- Telenoticias, Canal 7
- Noticias Repretel, Canal 6
- Las Noticias, Canal 11
- Telediario, Canal 13
- Extra Noticias 42, Canal 42
- Costa Rica Traveler Magazine
- Noticias Telenorte, Canal 14
- El Heraldo TV, canal 44

## Радио
- Faro del Caribe (1080 AM / 97.1 FM)
- PuraVibra.net "La música a tu alcance". (Solo por Internet)
- Radio 103 La Radio Joven. (103.1 FM)
- Radio 107.5 Real Rock. (107.5 FM)
- Radio Soy Tico "Radios de Costa Rica". (Directorio de Radios)
- Radio 16. (1590 AM)
- Radio 2. (99.5 FM)
- Radio 88 Stereo. (88.7 FM)
- Radio 911 La Radio. (91.1 FM)
- Radio 94.7. (94.7 FM)
- Radio 95 Cinco Jazz. (95.5 FM)
- Radio 979 Архивная копия от 9 апреля 2014 на Wayback Machine. (97.9 FM)
- Radio 915. (91.5 FM)
- Radio Alajuela (980 AM)
- Radio América. (780 AM)
- Radio Azul. (99.9 FM)
- Radio Bahía Puntarenas. (107.9 FM)
- Radio Beat FM Internacional. (Solo por internet)
- Radio Best FM. (103.5 FM)
- Radio Monumental. (93.5 FM)
- Radio Betania (1480 AM)
- Radio Beatz 106. (105.9 FM)
- Radio Candela. (Solo por internet)
- Radio Cartago. (850 AM)
- Radio Casino. (98.3 FM)
- Radio Celestial (1360 AM)
- Radio Centro. (96.3 FM)
- Radio Chorotega (1100 AM)
- Radio Cima la Poderosa (1500 AM)
- Radio Colosal. (88.3 FM)
- Radio Columbia. (98.7 FM / 760 AM)
- Radio Columbia Estéreo. (92.7 FM)
- Radio Corobici (1240 AM)
- Radio Costa Rica. (930 AM)
- Radio Cu-Cú. (1200 AM)
- Radio Cultural de Boruca. (101.5 FM)
- Radio Cultural de Buenos Aires. (1600 AM)
- Radio Cultural Corredores. (1580 AM)
- Radio Cultural La Voz de Talamanca. (88.3 FM / 1580 AM)
- Radio Cultural Los Santos. (88.3 FM / 1580 AM)
- Radio Cultural Maleku. (1580 AM / 88.3 FM)
- Radio Cultural Pital. (88.3 FM / 1600 AM)
- Radio Cultural Turrialba. (88.3 FM / 1600 AM)
- Radio Cultural Upala. (88.3 FM / 1600 AM)
- Radio Disney. (101.1 FM)
- Radio Eco News. (95.9 FM)
- Radio Emaús (1260 AM)
- Radio Estéreo Visión. (98.3 FM)
- Radio Exa. (102.7 FM)
- Radio Fabulosa (890 AM)
- Radio FCN Internacional. (700 AM)
- Radio Fides. (93.1 FM / 1040 AM)
- Radio Gigante. (800 AM)
- Radio Guanacaste (1380 AM)
- Radio IQ Radio. (93.9 FM)
- Radio La Fuente Musical (1310 AM)
- Radio La Nueva 90.7. (90.7 FM)
- Radio La Paz del Dial. (100.3 FM)
- Radio La Voz del General (1400 AM)
- Radio Libertad. (570 AM)
- Radio Lira. (88.7 FM)
- Radio Los 40 Principales. (104.3 FM)
- Radio Managua (980 AM)
- Radio María (610 AM)
- Radio BBN Internacional (910 AM)
- Radio Miel (1120 AM)
- Radio Mil (100.7 FM / 1000 AM)
- Radio Momentos (89.1 FM)
- Radio Monumental. 93.5 FM / 670 AM)
- Radio Musical. (97.5 FM)
- Radio Nacional. (101.5 FM / 590 AM)
- Radio Nicoya (1560 AM)
- Radio Nueva (1140 AM)
- Radio Omega. (105.1 FM)
- Radio Onda Brava. (Solo por internet)
- Radio Pampa. (1420 AM)
- Radio Pococí (1600 AM)
- Radio Puntarenas. (91.9 FM)
- Radio Quepos (1600 AM)
- Radio Reloj. (94.3 FM)
- Radio Rica (640 AM)
- Radio Rainforest (960 AM)
- Radio San Carlos. (1440 AM)
- Radio Santa Clara. (550 AM)
- Radio Sendas de Vida. (89.5 FM)
- Radio Sideral. (1340 AM)
- Radio Sinaí. (103.9 FM / 1400 AM)
- Radio Sinfonola (90.3 FM)
- Radio Sistema Cultural La Cruz (недоступная ссылка). (88.3 FM / 1580 AM)
- Radio Sistema Cultural Los Chiles (88.3 FM / 1580 AM)
- Radio Sistema Cultural Nicoyano (88.3 FM / 1600 AM)
- Radio Shock (1280 AM)
- Radio Stereo Bahía Limón (107.9 FM)
- Radio Super Radio. (102.3 FM)
- Radio Universidad. (96.7 FM)
- Radio U. (101.9 FM)
- Radio 870 UCR (870 AM)
- Radio Uno (недоступная ссылка). (Sólo por internet)
- Radio Victoria. (1180 AM)
- Radio Visión (1280 AM)
- Radio Vox. (105.5 FM)
- Radio Wao. (92.3 FM)
- Radio Zeta FM. (95.1 FM)
- Radio Dignidad. (Sólo por Internet)
- Equilibrium Radio. (Sólo por Internet)